# Bugnara
Bugnara là một đô thị thuộc tỉnh L'Aquila trong vùng Abruzzo Ý. Đô thị này có diện tích 25 km², dân số 1035 người. Các làng trực thuộc: Torre dei Nolfi, Faiella, Paccucci, Stazione Anversa - Villalago Scanno. Các đô thị giáp ranh gồm: Anversa degli Abruzzi, Cocullo, Introdacqua, Prezza, Scanno, Sulmona